# دت ده بوس
دت ده بوس (انگلیسی: Det de Beus; ۱۸ فوریهٔ ۱۹۵۸ – ۲۱ ژوئیهٔ ۲۰۱۳) بازیکن هاکی روی چمن اهل هلند بود.